# Сельское поселение Юрловское (Московская область)
Сельское поселение Юрловское — упразднённое 8 февраля 2018 года муниципальное образование в бывшем Можайском муниципальном районе Московской области.

## Общие сведения
Образовано в соответствии с Законом Московской области от 30.03.2005 года № 95/2005-ОЗ «О статусе и границах Можайского муниципального района и вновь образованных в его составе муниципальных образований» в ходе муниципальной реформы.
Административный центр — село Сокольниково.

## Население
| 2006  | 2007  | 2008  | 2009  | 2010  | 2011  |
| ----- | ----- | ----- | ----- | ----- | ----- |
| 3170  | ↗3192 | ↗3214 | ↗3233 | ↗3494 | ↗3528 |
| 2012  | 2013  | 2014  | 2015  | 2016  | 2017  |
| →3528 | ↗3555 | ↘3548 | ↘3516 | ↘3475 | ↘3395 |
| 2018  |       |       |       |       |       |
| ↘3350 |       |       |       |       |       |

## География
Площадь территории сельского поселения составляет 37 780 га (377,8 км²). Расположено на юге Можайского района. Граничит с сельскими поселениями Замошенским и Борисовским, а также сельским поселением Веселёвским Наро-Фоминского района и Медынским районом Калужской области.

## Власть
Глава сельского поселения — Шубина Галина Александровна.
Председатель Совета депутатов сельского поселения — Маслова Елена Николаевна.
Адрес администрации: 143232, Московская область, Можайский район, с. Тропарёво ул. Советская д. 14.

## Состав сельского поселения
В состав сельского поселения входят 47 населённых пунктов упразднённых административно-территориальных единиц — Ваулинского, Губинского и Юрловского сельских округов Можайского района Московской области:
| Вид     | Наименование   | Население, чел. | Бывшая административная единица |
| ------- | -------------- | --------------- | ------------------------------- |
| деревня | Алексеевка     | 2               | Ваулинский сельский округ       |
| деревня | Алискино       | 12              | Губинский сельский округ        |
| деревня | Арбеково       | 0               | Юрловский сельский округ        |
| деревня | Бабаево        | 0               | Ваулинский сельский округ       |
| деревня | Балобново      | 6               | Губинский сельский округ        |
| деревня | Бараново       | 3               | Губинский сельский округ        |
| деревня | Бартеньево     | 15              | Юрловский сельский округ        |
| деревня | Бородавкино    | 0               | Губинский сельский округ        |
| деревня | Бычково        | 5               | Губинский сельский округ        |
| деревня | Ваулино        | 93              | Ваулинский сельский округ       |
| деревня | Волосково      | 6               | Юрловский сельский округ        |
| деревня | Вороново       | 15              | Губинский сельский округ        |
| деревня | Гальчино       | 8               | Юрловский сельский округ        |
| деревня | Глуховка       | 9               | Губинский сельский округ        |
| деревня | Головино       | 2               | Юрловский сельский округ        |
| деревня | Губино         | 35              | Губинский сельский округ        |
| деревня | Дурнево        | 2               | Юрловский сельский округ        |
| деревня | Елево          | 12              | Юрловский сельский округ        |
| деревня | Жизлово        | 14              | Юрловский сельский округ        |
| деревня | Зенино         | 0               | Губинский сельский округ        |
| деревня | Ивакино        | 614             | Губинский сельский округ        |
| деревня | Каржень        | 5               | Ваулинский сельский округ       |
| деревня | Кобяково       | 12              | Юрловский сельский округ        |
| деревня | Корытцево      | 14              | Юрловский сельский округ        |
| деревня | Купрово        | 3               | Губинский сельский округ        |
| деревня | Куровка        | 6               | Ваулинский сельский округ       |
| деревня | Кутлово        | 17              | Юрловский сельский округ        |
| посёлок | лесхоза Юрлово | 16              | Юрловский сельский округ        |
| деревня | Лопатино       | 0               | Губинский сельский округ        |
| деревня | Маланьино      | 0               | Ваулинский сельский округ       |
| деревня | Мордвиново     | 13              | Ваулинский сельский округ       |
| деревня | Поченичено     | 4               | Ваулинский сельский округ       |
| деревня | Преснецово     | 70              | Губинский сельский округ        |
| деревня | Сальницы       | 4               | Ваулинский сельский округ       |
| деревня | Свинцово       | 2               | Губинский сельский округ        |
| село    | Сокольниково   | 885             | Юрловский сельский округ        |
| деревня | Стреево        | 1               | Юрловский сельский округ        |
| село    | Тропарёво      | 922             | Ваулинский сельский округ       |
| деревня | Хорошилово     | 19              | Ваулинский сельский округ       |
| деревня | Цезарево       | 103             | Юрловский сельский округ        |
| деревня | Шеляково       | 3               | Юрловский сельский округ        |
| деревня | Шибинка        | 6               | Губинский сельский округ        |
| деревня | Шимоново       | 0               | Юрловский сельский округ        |
| деревня | Ширино         | 62              | Юрловский сельский округ        |
| деревня | Шохово         | 3               | Юрловский сельский округ        |
| деревня | Юрлово         | 113             | Юрловский сельский округ        |
| деревня | Юрьево         | 8               | Ваулинский сельский округ       |

18 июля 2008 года Постановлением Губернатора Московской области Посёлок лесхоза Сокольниково упразднён объединением села Сокольниково и посёлка лесхоза Сокольниково в единый сельский населённый пункт — село Сокольниково.